# Jack McVea
Jack McVea (* 5. November 1914 in Los Angeles als John Vivian McVea; † 27. Dezember 2000 ebenda) war ein US-amerikanischer Jazz-Musiker (Baritonsaxophon, Tenorsaxophon und Klarinette) in den Bereichen Swing, Blues bzw. Rhythm and Blues.
Jack McVeas Vater war der Banjospieler Satchel McVea, das Banjo war auch Jack McVeas erstes Instrument; ein Musiker aus der Band seines Vaters brachte ihm Saxophonspiel bei. Er begann seine Karriere in lokalen Bands in Los Angeles, wie bei Dootsie Williams' Harlem Dukes und wurde dann als Baritonsaxophonist 1940 Mitglied von Lionel Hamptons Orchester, 1942 wirkte er an Plattenaufnahmen von T-Bone Walker mit („Call It Stormy Monday (But Tuesday Is Just As Bad)“). Zu hören war McVea auch bei „Slim's Jam“ von Slim Gaillard, der den Titel 1945 mit Charlie Parker und Dizzy Gillespie einspielte.
McVea leitete auch im Oktober 1946 die Studioband bei Aufnahmen für Black & White Records, als der Titel „Open the Door, Richard!“ eingespielt wurde, der McVeas bekanntester Titel werden sollte und auf #2 der R&B-Charts gelangte. Ferner nahm er mit Wynonie Harris auf. Ab 1944 arbeitete er mit eigenen Formationen und als Studiomusiker bei MGM, außerdem spielte er 1944 bei Jazz at the Philharmonic mit Illinois Jacquet, Shorty Sherock, Nat Cole und Les Paul. Von 1966 bis Anfang der 1990er Jahre, als er sich zur Ruhe setzte, spielte er Traditional Jazz in der Formation The Royal Street Bachelors im New Orleans Square von Disneyland.